# 만고강산
"만고강산"은 1969년 공개된 대한민국의 영화이다.

## 배역
- 남궁원
- 허장강
- 윤정희
- 박암
- 석금성
- 오영일
- 문희
- 이대엽
- 정애란
- 안인숙
- 최일
- 이경려
- 임해림
- 윤일주
- 박병기
- 최창호
- 백송
- 최준
- 권일정
- 문미봉
- 최삼
- 남정임